# Rijnlandse roede
De Rijnlandse roede  is een oude lengtemaat. De Rijnlandse roede als oppervlaktemaat wordt nog steeds in de bloembollenteelt gebruikt. Er gaan ongeveer 700 Rijnlandse Roeden in een hectare.
De roede wordt verdeeld in 12 (Rijnlandse) voeten, dat is 144 duimen of 1728 lijnen.
| Nederlandse Rijnlandse roede                         | 3,767358 meter  |
| Pruisische Rijnlandse roede (Duits: rheinische Rute) | 3,7662420 meter |

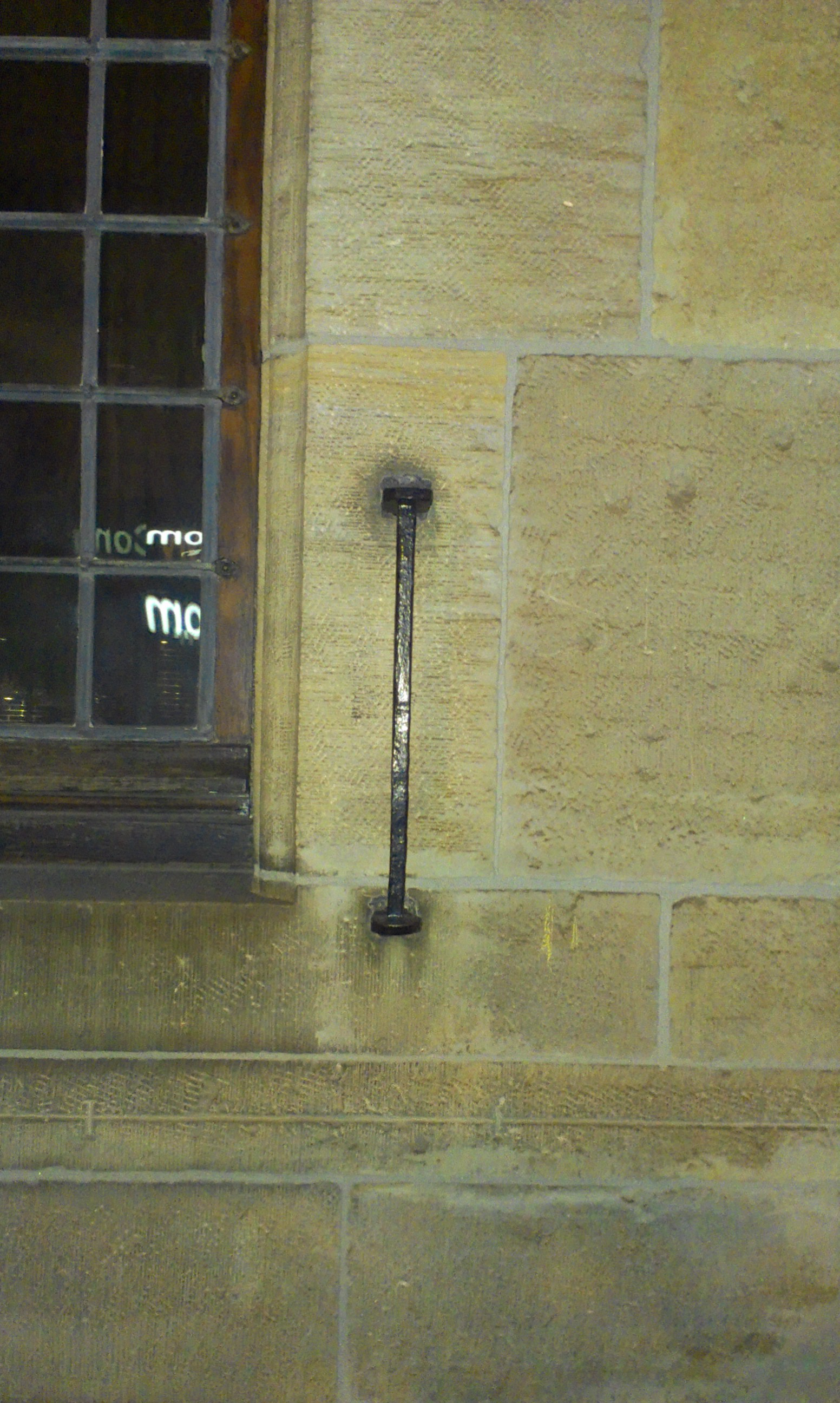
Aan de voorgevel van het stadhuis van Leiden is een ijzeren staaf bevestigd van één Rijnlandse voet lang. Daaronder is een gedeelte van de standaard Rijnlandse roede, onderverdeeld in voeten, zichtbaar.

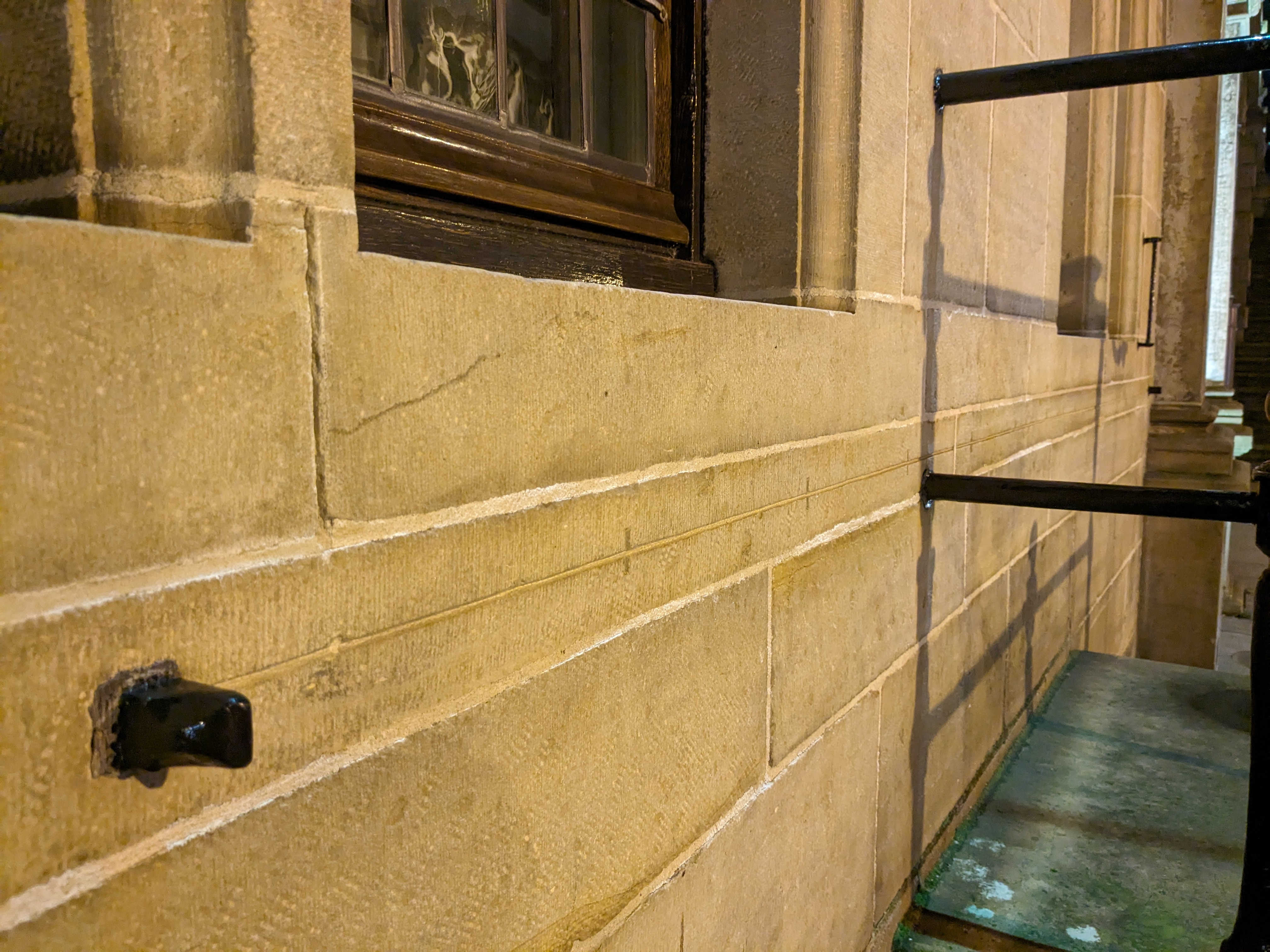
Rijnlandse roede op het stadhuis Leiden, deze loopt van het linker zwarte meetpunt tot het rechter zwarte meetpunt. Op de roede zijn met kleinere maatstreepjes de 12 voeten afgemeten. Op de achtergrond is de ijzeren staaf voor het ijken van de Rijnlandse voet zichtbaar.

Deze lengtemaat werd oorspronkelijk gebruikt in het Hoogheemraadschap van Rijnland. Later werden in de Hollandse gewesten voor landmeetkundige en wetenschappelijke doeleinden voornamelijk de Rijnlandse maten gebruikt. De eenheid lag toen vast door de afstand tussen twee inkepingen bij de ingang van het stadhuis van Leiden.
In andere delen van Nederland had de roede andere, variërende waarden. Zo was er ook een Amsterdamse roede, Groningse roede, enzovoort.
De Rijnlandse roede werd op 18 februari 1808 door de Koning van Holland vastgelegd als standaardmaat voor heel Nederland. In 1816 werd het metriek stelsel ingevoerd.
Door een brand in 1929 werden zowel het stadhuis van Leiden als de inkepingen bij de deur verwoest. Bij de herbouw werden twee ijzeren knoppen ter vervanging aangebracht. Een kopie van de oorspronkelijke Rijnlandse roede in de vorm van een lange ijzeren staaf bevond zich in de Sterrewacht Leiden en is nu te bezichtigen in Rijksmuseum Boerhaave. In het bezoekerscentrum van de Oude Sterrewacht Leiden is een replica van de Rijnlandse Roede te zien. Deze is gemodelleerd naar een van de standaardroeden van Prof. Lulofs.

## Opmerkelijk gebruik
- Willebrord Snel van Royen (Snellius), afkomstig uit Leiden, bepaalde in 1615 en in 1621 de aardomtrek in deze eenheid.
- Tijdens het vaststellen van de grenzen van het nieuwe Europa in 1815 in Wenen was Groot-Brittannië erop gesteld Pruisen weg te houden bij de Maas, aangezien het oorspronkelijke plan, Nederland tot aan de Rijn, mislukt was. Bij het Verdrag van Wenen van 1815 werd vastgelegd dat Pruisen over de gehele breedte niet aan de Maas zou grenzen. Van Venlo tot Mook zou het Nederlandse grondgebied ten oosten van de Maas nergens smaller zijn dan 800 Rijnlandse roeden (3014 m), terwijl alle gemeenten die niet verder dan 1000 Rijnlandse roeden (3787 m) van de rivier af lagen, erbij zouden behoren. Hierbij zou rekening gehouden zijn met de reikwijdte van een kanon: Pruisen zou op de afstand van 800 Rijnlandse roeden de Maasscheepvaart niet kunnen bedreigen.
- In Boskoop worden diverse maten, zoals de omvang van kwekerijen, nog steeds in Rijnlandse roeden gemeten.